# Алабак
Вижте пояснителната страница за други значения на Алабак.
Алабак (от 1942 до 1945 г. Божевец) е планински рид в Западните Родопи, между долините на реките Яденица и Чепинска, на територията на област Пазарджик.
Ридът се простира от югозапад на североизток на около 25 km, а ширината ѝ е от 5 до 10 km. На северозапад дълбоката долина на река Яденица го отделя от Рила, на изток и югоизток долината на Чепинска река – от рида Къркария и Чепинската котловина, а на юг долината на река Абланица (ляв приток на Чепинска река) – от Велийшко-Виденишкият дял на Западните Родопи. На север се спуска стръмно към Горнотракийската низина. В югозападната си част чрез седловината Юндола (1409 m) орографски се свързва с Рила.
Билото на рида се издига на 1500 – 1800 м н.в., като северозападните, северните и югоизточните му склонове са много стръмни. Най-високата му точка е връх Черновец (Арапчал, 1833,7 м) разположен в югозападната му част на около 4 km източно от седловината Юндола. В североизточната част на рида се извисява импозантният връх Милеви скали (1593,5 м) с изключително стръмни, скалисти, на места отвесни южни и източни склонове към долината на Чепинска река. Изграден е от кристалинни скали, предимно гнайси. Климатът е умереноконтинентален с планинско влияние. Средните годишни температури са между 5 и 9 °C. Реките, които водят началото си от рида са къси и с голям наклон. Почвите са кафяви и канелени горски. Покрит е с гъсти иглолистни, а северните склонове и с широколистни гори и богат животински свят – дива котка, пъстър пор, видра, таралеж, невестулка, два вида гребенест тритон, бръмбар гъсеничар, бръмбар-носорог, червена горска мравка. Растителност – момкова сълза и момина сълза, жълта тинтява и синя тинтява, родопска съсънка, родопско великденче, родопски крем и родопска кандилка, гръцка ведрица, изтравниче. Развито горско стопанство и курортно-туристическото дело. Хижи: „Кладова“, „Равно боре“ и „Милеви скали“. По северното, североизточното и югоизточното подножие на рида извират топли минерални извори: Белово, Велинград и Варвара.
По склоновете и подножието на рида са разположени 2 града Белово и Велинград 13 села: Абланица, Алендарова, Варвара, Всемирци, Голямо Белово, Долна Дъбева, Драгиново, Кандови, Пашови, Света Петка, Семчиново, Симеоновец, Юндола
През рида и по част от неговите подножия преминават участъци от 2 пътя от Държавната пътна мрежа:
- По част от долината на Чепинска река и през рида от Велинград до Юндола, на протежение от 28,7 km преминава участък от второкласен път № 84 Звъничево – Велинград – Разлог;
- По долината на река Яденица, от Белово до Юндола, на протежение от 26 km преминава целият участък на третокласен път № 842.

По долината на Чепинска река и по притока ѝ Абланица, между гарите Варвара и Долене и Велинград и Аврамово, преминава участък от трасето на теснолинейната железопътна линия Септември – Добринище.

## Топографска карта
- Лист от карта K-34-72. Мащаб: 1 : 100 000.
- Лист от карта K-35-61. Мащаб: 1 : 100 000.